# Saint-Jean-de-Trézy
 Saint-Jean-de-Trézy  es una población y comuna francesa, en la región de Borgoña, departamento de Saona y Loira, en el distrito de Autun y cantón de Couches.

## Demografía
| 303 | 267 | 244 | 261 | 281 | 281 |
| Para los censos de 1962 a 1999 la población legal corresponde a la población sin duplicidades (Fuente: INSEE [Consultar]) |     |     |     |     |     |